# Die Blaue Partei
Il Partito Blu (in tedesco Die Blaue Partei) è stato un partito politico tedesco minore di ideologia conservatrice fondato su iniziativa della ex leader di Alternativa per la Germania (AfD) Frauke Petry dopo il suo abbandono dal partito dopo le elezioni federali del 2017.
Il partito si presentava più moderato dell'AfD e mirava ad attrarre i conservatori sociali, i liberali di destra e gli ex membri dell'AfD. A partire dal 22 ottobre 2017 il partito aveva un membro nel Bundestag, uno nel Landtag della Sassonia e quattro nel Landtag della Renania Settentrionale-Vestfalia. Era ufficialmente presieduto da Michael Muster. Si è sciolto su iniziativa degli stessi dirigenti il 31 dicembre 2019, a causa dei consensi effimeri.

## Storia

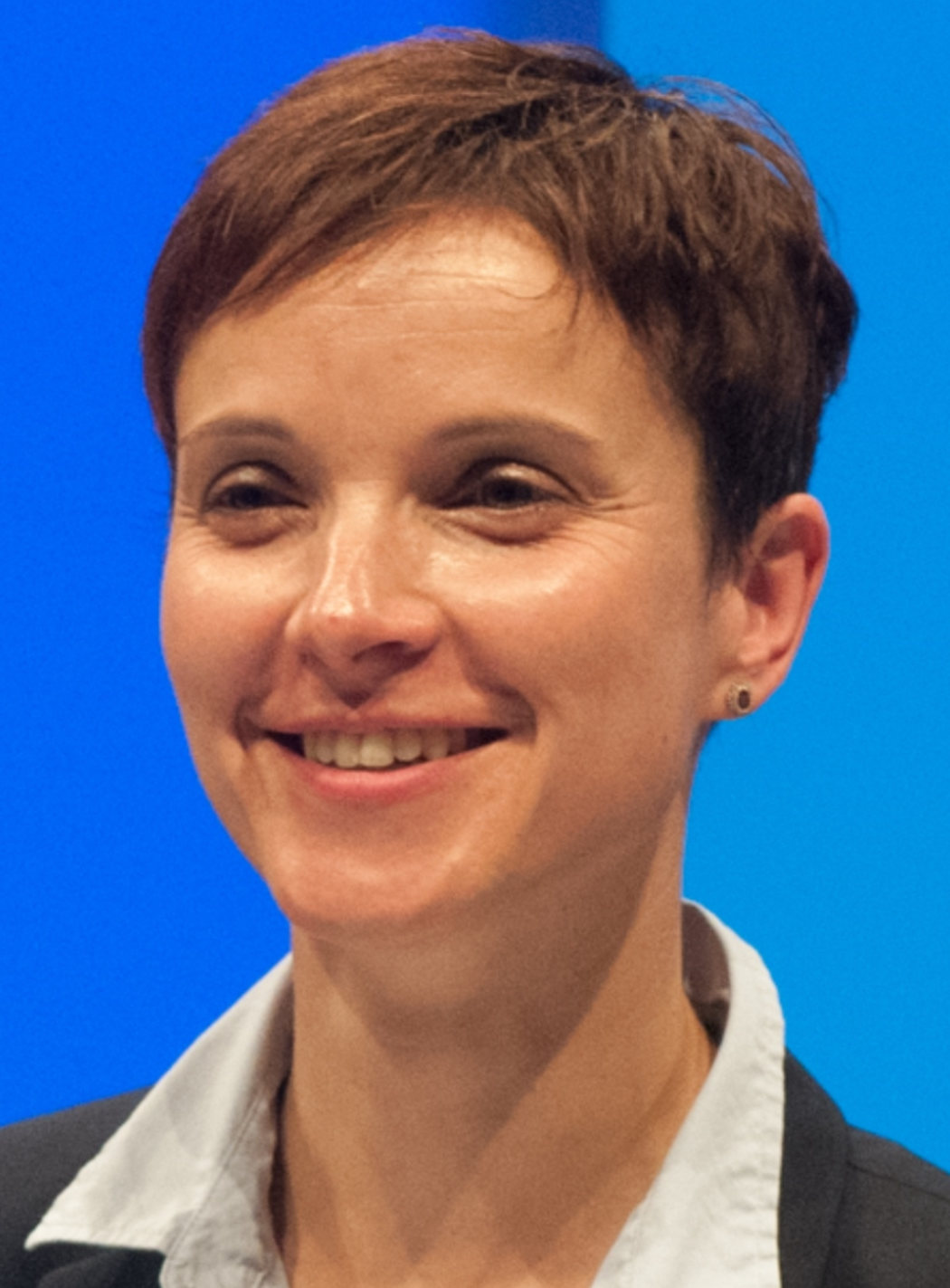
Frauke Petry, leader del partito

Frauke Petry era stata eletta leader dell'Alternativa per la Germania il 4 luglio 2015. In vista delle elezioni di settembre 2017 i dibattiti interni al partito videro la sostituzione della leadership da Petry a Björn Höcke, facente parte dell'ala di estrema destra. La donna entrò per questo in conflitto con lui e gli altri membri, considerandoli troppo estremisti. Nonostante questo decise di rimanere nel partito. Alla vigilia delle elezioni Petry creò il blog indipendente Blauen ipotizzando così una futura fuoruscita.
Dopo essere stata eletta Petry decise definitivamente di abbandonare il partito ma decise anche di rimanere parlamentare come indipendente.
Questo cambiò a ottobre quando annunciò la nascita formale del partito blu insieme ad altri fuorusciti dall'AfD.
Petry divenne il primo membro del partito blu nel Bundestag a causa del suo doppio mandato e il primo membro nel Landtag della Sassonia. Poco tempo dopo è stata raggiunta dal marito Marcus Pretzell, un rappresentante del Landtag della Renania Settentrionale-Vestfalia e da altri tre rappresentanti dello stesso Landtag: Alexander Langguth, Frank Neppe e Anette Schultner. Il Die Welt riportò che altri cinque rappresentanti dell'AfD nel medesimo Landtag stavano prendendo in considerazione l'idea di aderire al partito blu.
Petry ha dichiarato che il partito spera di competere nelle elezioni statali del 2019 in Sassonia. Così è avvenuto, ma ha ottenuto solo 7786 voti (0,4%), rimanendo quindi escluso dal Landtag.
A causa dei consensi effimeri quindi, su iniziativa degli stessi dirigenti, il partito si è sciolto il 31 dicembre 2019.

## Ideologia
Le politiche del Partito Blu erano simili a quelle dell'area moderata dell'AfD con Deutsch Welle che affermò che il partito "sembra aver preso a prestito pesantemente il libro degli AfD". Come l'AfD il Partito Blu chiedeva controlli più severi alle frontiere, restrizioni sull'asilo e nessuna doppia nazionalità. Inoltre denunciava l'Islam politico, ma non condivideva l'affermazione dell'AfD secondo cui non c'è posto per l'Islam in Germania.